# Воскобойнікова Юлія Василівна
Воскобойнікова Юлія Василівна (нар. 13 грудня 1974) — українська науковиця, хормейстер, педагог, журналіст. Доктор мистецтвознавства (2018), доцент кафедри хорового диригування та академічного співу Харківської державної академії культури, доцент (2022).

## Життєпис
Народилася 13 грудня 1974 р. у сім'ї військовослужбовця.
У 1993 р. закінчила хоровий відділ Харківського музичного училища ім. Б. Лятошинського (клас Інеси Тихонівни Богатової). Під час навчання почала журналістську співпрацю з харківською газетою «Панорама».
Випускниця Харківського державного інституту культури (клас викладача Володимира Федоровича Кутлуєва, 1998 р., диплом з відзнакою). Паралельно навчанню на хоровій спеціалізації була вільним слухачем спеціалізації «режисура драматичного театру» (творча лабораторія Віктора Кузьмича Гужви).
У 1996—1997 р.р. пройшла навчання на курсах журналістики Сергія Федоровича Розанова (Харківська обласна державна телерадіокомпанія), після чого працювала журналістом на телеканалі «Тоніс-центр».
З 1998 р. навчалася в аспірантурі ХДАК, працювала артисткою Камерного хору Харківської обласної філармонії.
З 2000 р. викладає на кафедрі хорового диригування ХДАК навчальні дисципліни «Диригування», «Хорове аранжування», «Хорове сольфеджіо», «Читання хорових партитур», «Історія хорового мистецтва», «Вокальний ансамбль», а також авторські курси «Теоретичні основи диригентської майстерності» та «Теорія хорового виконавства».
Одружена, мати двох дітей.

## Наукова діяльність
У 2003 р. захистила кандидатську дисертацію за темою «Театралізація хорових творів як метод художньої інтерпретації».
У 2016 р. закінчила докторантуру ХДАК виданням монографії «Регентська діяльність у сучасній православній культурі» (2016).
У 2018 році захистила дисертацію «Регентська діяльність як системне явище сучасної православної культури» (наук. консультант ― професор Ю. І. Лошков) на здобуття наукового ступеню «доктор мистецтвознавства».
Сфера наукових інтересів Ю. В. Воскобойнікової — музична інтерпретація, театралізація хорових творів, духовна музика, православне регентське мистецтво, психологія хорової творчості. За цими темами опубліковано біля 60 наукових праць та навчально-методичних матеріалів, серед яких 36 статей з проблем мистецтвознавства та музичної культурології у наукових фахових виданнях України та зарубіжжя. Успішно здійснює підготовку магістрів та аспірантів, бере участь у міжнародних та всеукраїнських наукових конференціях.
З 2023 року виконує обов'язки відповідального секретаря рецензованого наукового фахового видання «Культура України».
Регулярно бере участь у заходах з підвищення кваліфікації науково-педагогічних працівників вищої школи, у тому числі лектором.

## Творча діяльність
З 2007 р. веде волонтерську діяльність у складі оргкомітету фестивалів «Різдвяночки» та «Хорова Пасхалія», благодійних хорових концертів «Діти — дітям» на користь онкохворих дітей, Великопісних хорових концертів у Харкові.
У межах свого наукового дослідження як сценарист і режисер створила документальний фільм «Єдиним серцем», який отримав «Приз глядацьких симпатій» та диплом за кращу музику на Міжнародному кінофестивалі «Покров» (Київ, 2015).
Протягом 22 років керує церковно-хоровими колективами, які стали лауреатами всеукраїнських та міжнародних конкурсів.
З 2022 по 2024 р. в евакуації тимчасово працювала хормейстером Вінницького міського академічного камерного хору ім. В. Газінського.
Є автором хорових творів та аранжувань.
З 2013 р. веде режисерську діяльність, здійснюючи записи різноманітних концертів та документальних фільмів у складі творчої групи «FOMA-video» (Федір та Юлія Воскобойнікова, Марчел Швайковський, Сергій Багдасаров).
Співпрацювала з фондом «UNICEF» як режисер документальних міні-фільмів «Ігротерапія», «Музикотерапія» та «Позитивна динаміка».

## Науковий доробок
- Воскобойнікова Ю. В. Регентська діяльність у сучасній православній культурі: [монографія] / Ю. В. Воскобойнікова ; М-во культури України, Харків. держ. акад. культури. — Харків: Водний спектр Джі-Ем-Пі, 2016. — 303 с.
- Воскобойнікова Ю. В. Дикційний комплекс в церковному хорі: сучасні регентські підходи / Ю. В. Воскобойнікова // Наукові записки Тернопільського національного педагогічного університету ім. В. Гнатюка: Мистецтвознавство. — Тернопіль: Вид-во ТНПУ ім. В. Гнатюка, 2015. — № 1 (вип. 33). — С. 74–82.
- Воскобойнікова Ю. В. Інтерпретація одноголосних піснеспівів: комплексний підхід / Ю. В. Воскобойнікова // Вісник Харківської державної академії дизайну і мистецтв: Мистецтвознавство: зб. наук. пр. / Харків. держ. акад. дизайну і мистецтв. — Харків: ХДАДМ, 2015. — № 2. — С. 104—109.
- Воскобойнікова Ю. В. Інтерпретація творів Д. Бортнянського: тембровий аспект / Ю. В. Воскобойнікова // Вісник КНУКіМ: зб. наук. праць. / Київський національний університет культури і мистецтв. — Київ: Видав. центр КНУКіМ, 2015. — Вип. 33. — С. 46–51.
- Воскобойнікова Ю. В. Психоакустика обертонального слуху в регентській діяльності / Ю. В. Воскобойнікова // Культура України: зб. наук. пр. / Харків. держ. акад. культури. — Харків, 2015. — Вип. 51. — С. 84–96.
- Воскобойнікова Ю. В. Регентська діяльність у системно-діяльнісному вимірі / Ю. В. Воскобойнікова // Аркадія: мистецтвознавчий та культурологічний журнал. — Херсон: Грінь Д. С., 2015. — № 42 (1). — С. 76–80.
- Воскобойнікова Ю. В. Творчий метод виконання православної духовної музики сербського регента Дівни Любоєвич / Ю. В. Воскобойнікова // Вісник Харківської державної академії дизайну і мистецтв: Мистецтвознавство: зб. наук. пр. / Харків. держ. акад. дизайну і мистецтв. — Харків, 2015. — № 5. — С. 92–97.
- Воскобойнікова Ю. В. Типологія церковних хорових колективів / Ю. В. Воскобойнікова // Аркадія: мистецтвознавчий та культурологічний журнал. — Херсон: Грінь Д. С., 2015.— № 45 (4) — C. 68–75.
- Воскобойнікова Ю. В. Літургія у китайських тонах: культуротворчий експеримент регента Ніни Старостіної / Ю. В. Воскобойнікова // Культура України: зб. наук. пр. / Харків. держ. акад. культури. — Харків, 2016. — Вип. 53. — С. 116—126.
- Воскобойнікова Ю. В. Провідні церковно-хорові колективи Харківщини / Юлія Воскобойнікова // Наукові записки Тернопільського національного педагогічного університету ім. В. Гнатюка: Мистецтвознавство. — Тернопіль: Вид-во ТНПУ ім. В. Гнатюка, 2016. — № 1 (вип. 34). — С. 63–74.
- Воскобойнікова Ю. В. Регентська репертуарна політика у сучасній церковно-хоровій практиці / Ю. В. Воскобойнікова // Традиції та новації у вищій архітектурно-художній освіті: зб. наук. пр. / Харків. держ. акад. дизайну і мистецтв. — Харків, 2016. — № 1. — С. 22–28.
- Воскобойнікова Ю. В. Типологія регентської діяльності / Ю. В. Воскобойнікова // Вісник Харківської державної академії дизайну і мистецтв: Мистецтвознавство: зб. наук. пр. / Харків. держ. акад. дизайну і мистецтв. — Харків, 2016. — № 3. — С. 107—112.
- Воскобойнікова Ю. В. Типологія сучасної регентської освіти / Ю. В. Воскобойнікова // Вісник Харківської державної академії дизайну і мистецтв: Мистецтвознавство: зб. наук. пр. / Харків. держ. акад. дизайну і мистецтв. — Харків, 2016. — № 1. — С. 25–30.
- Воскобойнікова Ю. В. Функціональна структура церковного хору / Ю. В. Воскобойнікова // Аркадія: мистецтвознавчий та культурологічний журнал. — Херсон: Грінь Д. С., 2016. — № 46 (1) — С. 178—184.
- Воскобойнікова Ю. В. Церковно-співочі традиції православної діаспори: сучасний стан / Ю. В. Воскобойнікова // Традиції та новації у вищій архітектурно-художній освіті: зб. наук. пр. / Харків. держ. акад. дизайну і мистецтв. — Харків, 2019. N 1. С. 59–64.
- Воскобойнікова Ю. В. Виконавське моделювання хорової динаміки у поліфонічних жанрах / Ю. В. Воскобойнікова // Наукові записки Тернопільського національного педагогічного університету ім. В. Гнатюка: Мистецтвознавство. — Тернопіль: Вид-во ТНПУ ім. В. Гнатюка, 2019. — № 1 (вип. 40). — С. 85–96.
- Воскобойнікова Ю. В. Літня хорова академія-2019 : з любов'ю та натхненням / Ю. В. Воскобойнікова // Музика: укр. інтернет-журнал. ― 2019. ― № 10[11].
- Voskoboinikova Yu. Church choir as a socio-cultural system Contemporary religious changes: from deseculariazation to postsecularization: [proc. XXVI Annual Intern. YSSSR conf.] / Yuliia Voskoboinikova // Yugoslav society for the sci. study of religion, Faculty of Mechanical engineering at the University of Nis, Institute of Social Sciences. Nis. — Belgrade, 2020. — P. 109—116.
- Voskoboinikova Yu. Common Interpretation Problems of Orthodox Liturgical Chants and Ways to Overcome Them / Yu. Voskoboinikova, V. Voskoboinikova // KELM = Knowledge Education, Law, Management. — Lublin: Instytut Spraw Administracji Publicznej, 2020. — № 7. — P.35–42.
- Author-artist: horizons of contemporary academic musical creativity / Iergiiev I., Severynova M., Voskoboinikova Y., Bondar I., Savenko S. // Ad Alta. — 2022. — Vol. 12, iss. 1, special iss. 25. P. 193—196.
- Воскобойнікова Ю. В. Фінал опери Ж. Бізе «Кармен»: композиторська режисура як основа виконавської інтерпретаційної моделі / Ю. В. Воскобойнікова // Культура України: зб. наук. пр. / М-во культури та інформ. політики України, Харків. держ. акад. культури ; за заг. ред. В. Шейка. — Харків, 2022. — Вип. 76. — С. 91–103.